# Réserve écologique Irénée-Marie
Die Réserve écologique Irénée-Marie ist ein ökologisches Schutzgebiet im Süden der kanadischen Provinz Québec.

## Lage, Ausdehnung, Geologie
Es wurde im Jahr 1985 auf einer Fläche von 189,36 ha eingerichtet und liegt in der Grafschaftsgemeinde Mékinac am Rivière Matawin, etwa auf halbem Wege zwischen den Gemeinden Saint-Michel-des-Saints und Rivière-Matawin.
Neben einem felsigen Steilhang besteht das Gebiet, das sich zwischen 290 und 490 m über dem Meeresspiegel erhebt, vor allem aus einer von dünnen Sandschichten bedeckten Ebene, die auf die letzte Eiszeit bzw. die Zeit danach zurückgehen. Die sehr alte Formation von Mékinac besteht aus metamorphem Gestein und Schmelzgestein. Der Steilhang ist durch den Wechsel von Tillit und Fels gekennzeichnet. Während auf der Ebene der Wasserabfluss mäßig ist, ist er an der Steilwand sehr stark.

## Flora
Die Réserve schützt für die Provinz ungewöhnliche Kiefernwälder, vor allem Weymouth-Kiefer (Pinus strobus), Amerikanische Rot-Kiefer (Pinus resinosa) und Banks-Kiefer (Pinus banksiana). Die Weymouthkiefer wird in Québec meist Pin blanc d'Amérique oder einfach Pin blanc genannt, also Weißkiefer, die Bankskiefer meist Pin gris, also Graukiefer. Ihre Anwesenheit zusammen mit Weiß- und Rotkiefer ist in Québec äußerst selten. Diese Art von Mischwald bedeckt das gesamte Schutzgebiet.

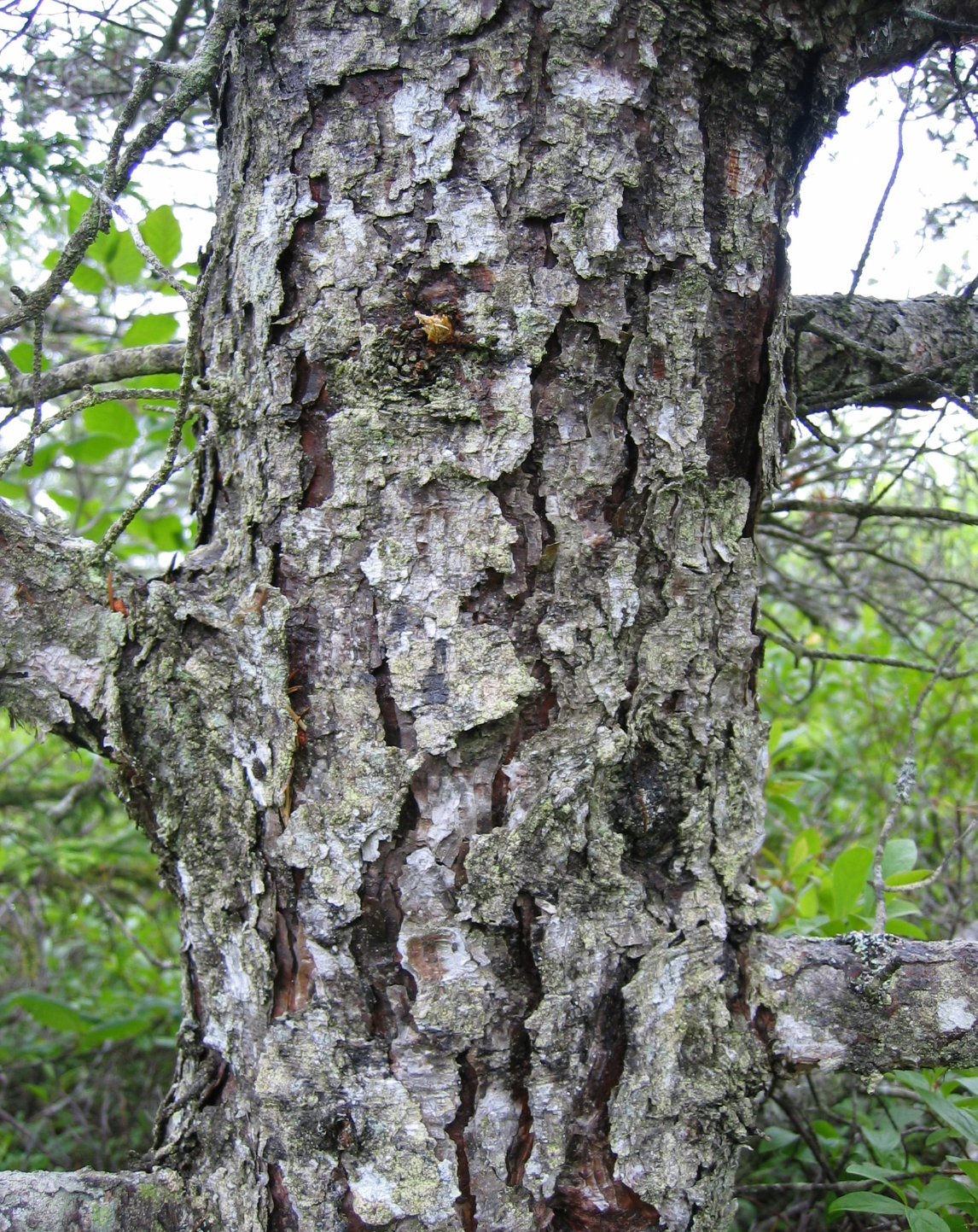
Stamm der Banks- oder Graukiefer

Banks- und Rotkiefer bevorzugen die steileren Lagen, alle drei Kiefernarten finden sich auf den ebeneren Gebieten. Waldbrände haben dem Gebiet erheblichen Schaden zugefügt, so dass sich verstärkt Schwarz-Fichten (Picea mariana) ansiedeln.

## Namensgebung
Der Name des Schutzgebiets verweist auf Bruder Irénée-Marie (Joseph Caron, 1889–1960), einen Naturfreund aus Grand-Mère. Er arbeitete eng mit Bruder Marie-Victorin, einem der bedeutendsten Botaniker Québecs und Begründer des botanischen Gartens von Montréal. Nach ihm sind mehrere Pflanzenvarietäten benannt, wie Staurastrum arctiscon v. truncatum Irenee-Marie.